# 上海轨道交通25号线
上海轨道交通25号线是上海地铁的规划中的线路。西起青浦区华新镇，经虹桥商务区、漕河泾开发区、上海南站至徐汇滨江地区，并可能进一步向东走行。现处于线网规划编制阶段，尚未列入建设规划。

## 历史

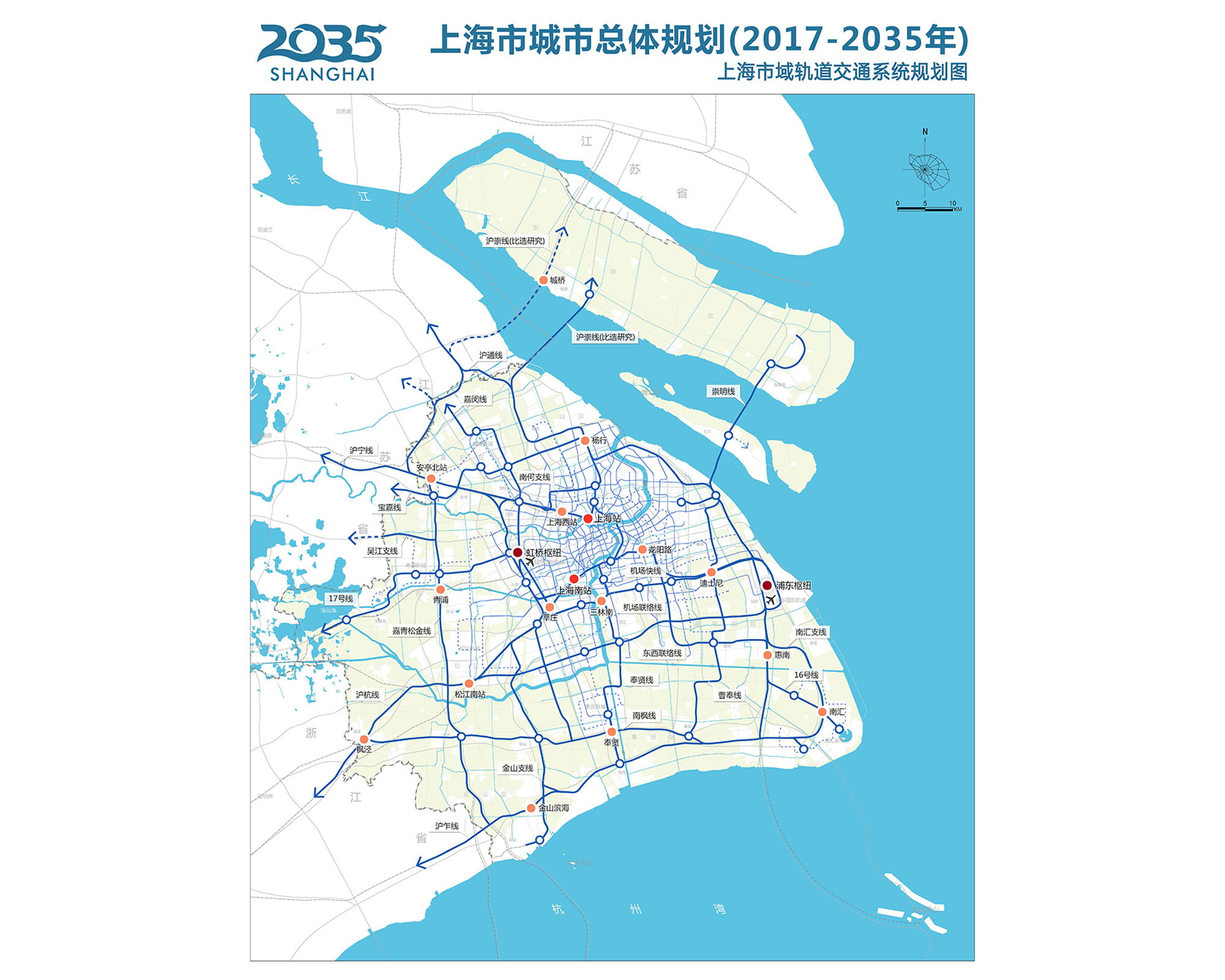
上海市城市总体规划（2017-2035年）轨道交通市域线系统规划图。虚线为比选方案。

- 2017年12月，上海市城市总体规划（2017-2035年）获批，其中包括25号线。
  - 原计划东起宜山路站，沿吴中路–诸光路走行，其中国家会展中心至芳乐路站段为先期建设的13号线西延伸工程。

- 2024年，虹桥商务区管委会披露，25号线市区段规划走向已变为漕河泾开发区–上海南站–徐汇滨江。管委会方面主张，25号线虹桥段的走向，由利用13号线诸光路段，改为引入地铁虹桥火车站站中预留的南北向原17号线站台[1]。青浦区则希望维持原有联友路–诸光路线位[2]。
  - 根据2025年7月的图示，25号线在华漕镇的规划路由是沿闵北路–纪翟路–盐仓浦北岸走行，而原联友路–诸光路走廊则计划另建一条“联友路加密线”[3]。

- 2025年闵行区政府预算显示，其正推动25号线纳入上海市轨道交通第四期建设规划[4]。